# Stinson Voyager
Le Stinson Voyager était un avion léger utilitaire américain des années 1940, conçu et produit par la Stinson Aircraft Company à Dayton, dans l'Ohio.

## Conception et développement
Initialement développé en tant que Stinson Model 105 (aussi désigné HW-75) en 1939, le Voyager était un monoplan triplace à aile haute renforcée, propulsé par un moteur à 4 cylindres à plat Continental A-75 (en) de 75 ch (63,4 kW) ou un Continental A-80 (en) de 80 ch (67,7 kW). Cet avion évolua ensuite vers le Model 10, propulsé par un Continental A-80 et proposant une cabine plus large dotée d'un intérieur amélioré, en termes d'équipements et de finitions. Le Model 10 fut suivi par le Model 10A, propulsé par un Franklin 4AC-199 (en), et le Model 10B, propulsé par un Lycoming GO-145 (en).
Six 10A furent évalués par la United States Army Air Forces (USAAF) sous la désignation YO-54 (le « O » signifiant « Observation »). Les bons résultats de ces essais menèrent à la production d'une commande pour l'O-62, légèrement plus gros et plus lourd, plus tard redésigné L-5 Sentinel. Quelques Model 105 et Model 10A furent réquisitionnés et intégrés à l'USAAF sous la désignation d'AT-19, plus tard redésignés L-9 (le « L » signifiant « Liaison »).
Après la Seconde Guerre mondiale, l'avion évolua en un modèle civil, le Stinson 108, les prototypes de cet appareil étant en fait des Model 10A convertis.

## Versions

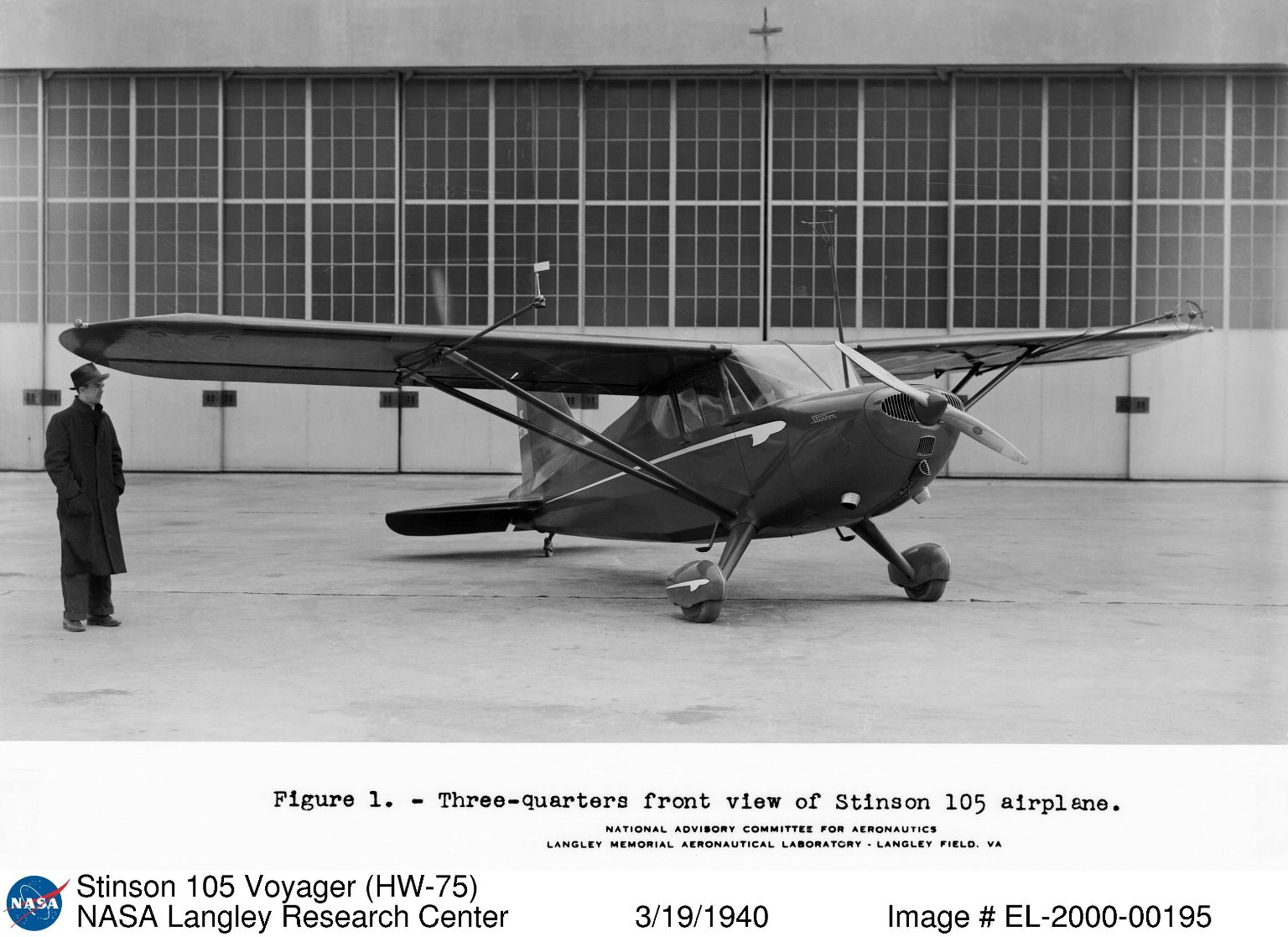
Stinson HW-75 au Langley Research Center du NACA, en mars 1940.

- Model 105 : Version de production, aussi désignée HW-75, propulsée par un Continental A-75 ou un A-80. Elle fut produite à 277 exemplaires[3] ;
- Model 10 : Version de production améliorée, dotée d'un Continental A-80 de 80 ch (67,7 kW) et produite à 260 exemplaires[3] ;
- Model 10A : Version équipée d'un moteur Franklin 4AC-199 de 90 ch (66,19 kW)[3] ;
- Model 10B : Version équipée d'un moteur Lycoming GO-145 de 75 ch (63,4 kW). Il y eut 515 exemplaires produits des 10A et 10B[3] ;
- YO-54 : Désignation attribuée par l'US Army à six exemplaires du Model 10 utilisés pour évaluation[4] ;
- AT-19A : Désignation militaire initiale attribuée à huit Model 105 réquisitionnés en 1942, plus tard modifiée en L-9A[5] ;
- AT-19B : Désignation militaire initiale attribuée à douze Model 10A réquisitionnés, plus tard modifiée en L-9B[5] ;
- L-9A : Désignation militaire finale des huit Model 105 réquisitionnés en 1942, initialement désignés AT-19A[5] ;
- L-9B : Désignation militaire finale des douze Model 10A réquisitionnés, initialement désignés AT-19B[5].

## Utilisateurs
- Brésil :
  - Force aérienne brésilienne : Model 105.
- Canada :
  - Royal Canadian Air Force.
- États-Unis :
  - United States Army Air Forces.

## Spécifications techniques
Données de General Dynamics Aircraft and their Predecessors
Caractéristiques générales
- Équipage : 1 pilote
- Capacité : 2 passagers
- Longueur : 6,76 m
- Envergure : 10,36 m
- Hauteur : 1,98 m
- Surface alaire : 14,4 m2
- Profil : NACA 4412
- Masse à vide : 419 kg
- Masse typique : 717 kg
- Moteur : 1   moteur à 4 cylindres à plat refroidis par air Continental A-75 (en) de 75 ch (56 kW)

 Performances 
- Vitesse maximale : 169 km/h
- Vitesse de croisière : 161 km/h
- Distance franchissable en convoyage : 563 km
- Plafond : 3 200 m
- Vitesse ascensionnelle : 132 m/min
- Charge alaire : 29,1 kg/m2
- Rapport poids-puissance : 7,48 kg/kW